# Ucrania oriental
Ucrania oriental o Ucrania del este (Східна Україна en ucraniano, transl.: Sjidna Ukrayina) está formada por las regiones de la cuenca del Donéts, la región histórica de Slobodá y parte de Nueva Rusia (por las regiones bañadas por el río Dniéper).

## División administrativa

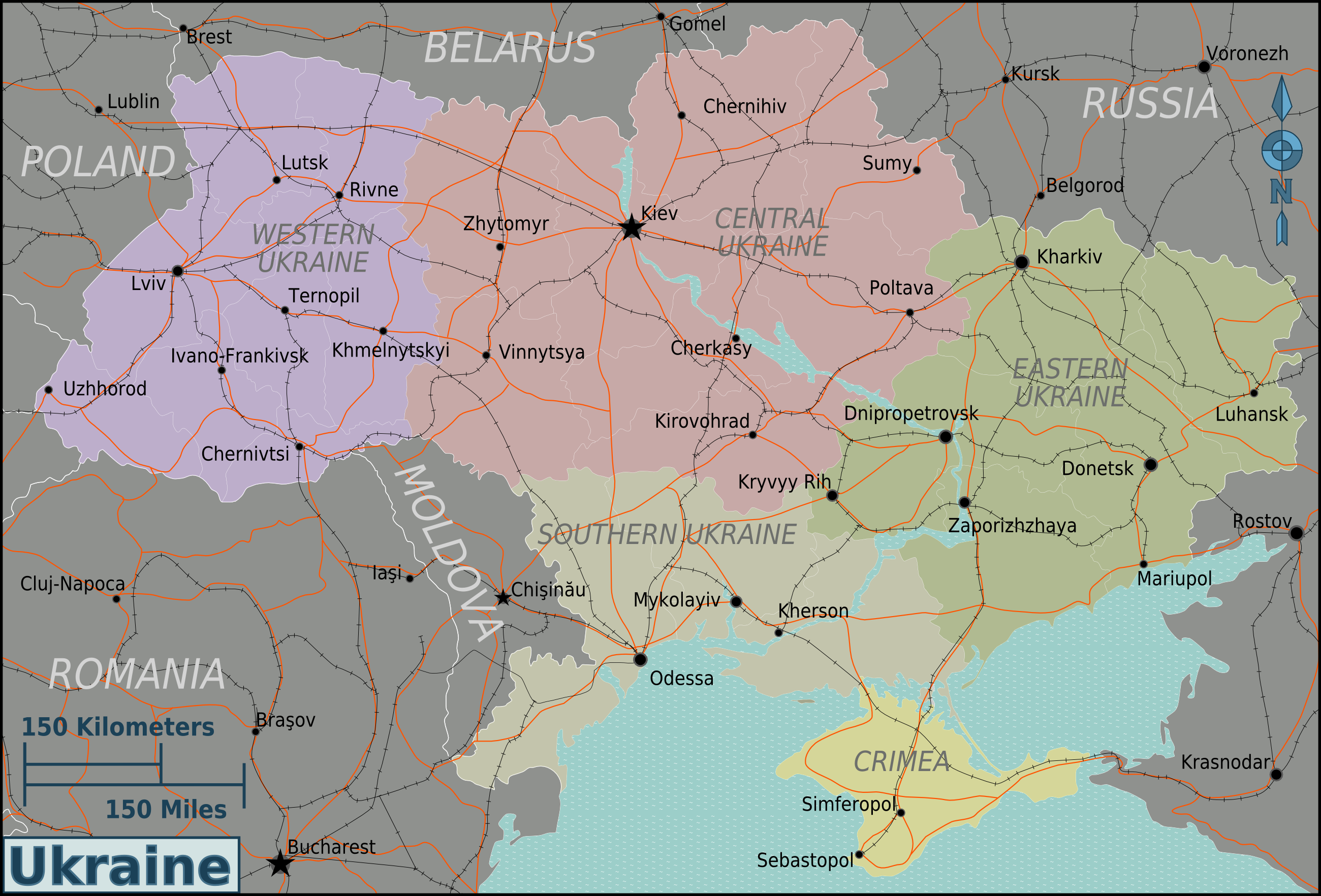
Mapa territorial de Ucrania dividido por regiones

| Región                         | Área in km² | Población (censo del 2001) | Población estimada en 2012 | Observaciones |
| ------------------------------ | ----------- | -------------------------- | -------------------------- | --- |
| Donetsk                        | 26.517      | 4.825.563                  | 4.403.178                  | Territorio en disputa Una parte declaró la independencia unilateral como República Popular de Donetsk el 7 de abril de 2014. |
| Járkov                         | 31.418      | 2.914.212                  | 2.742.180                  | |
| Lugansk                        | 26.683      | 2.546.178                  | 2.272.676                  | Una parte declaró la independencia como República Popular de Lugansk el 28 de abril de 2014.                                 |
| Total (provincias fronterizas) | 84.618      | 10.285.953                 | 9.418.034                  | |
| Zaporiyia                      | 27.183      | 1.929.171                  | 1.791.668                  | |
| Dnipropetrovsk                 | 31.923      | 3.561.224                  | 3.320.299                  | |
| Total (provincias interiores)  | 143.724     | 15.776.348                 | 14.530.001                 | |

## Idioma
El ruso es el idioma vehicular mayoritario y de la enseñanza de la historia de la RSS de Ucrania obligatoria en las escuelas. En agosto de 2012 se aprobó un decreto por el que el ruso pasaría a ser idioma oficial en Ucrania (junto al ucraniano) en los óblasts. El ruso se convertía en cooficial en todos los óblasts y distritos con más de un 10 % de población rusohablante. En pocas semanas la ley se extendió a varias regiones meridionales y orientales. De hecho, no era extraño encontrar documentos administrativos en ese idioma. El 23 de febrero de 2014, la Rada Suprema intentó abolir la ley de idiomas regionales dejando el ucraniano como único idioma oficial. Sin embargo, el presidente en funciones de Ucrania Oleksandr Turchínov vetó ese intento, y tampoco el presidente electo Petró Poroshenko dio luz verde a esa ley, por mucho que algunas fuentes interesadas obvien este extremo.

## Política
La tendencia política de los ciudadanos es más cercana al nacionalismo ruso llegando incluso a enfatizar con el estalinismo en los casos más extremos mientras que por otra parte son contrarios al nacionalismo ucraniano, un ejemplo es la gran oposición que hubo en las regiones del este al Referéndum de Independencia de Ucrania de 1991 en comparación con el resto del país. En una encuesta realizada por el Instituto Sociológico Internacional de Kiev en la primera quincena de febrero de 2014, el 25,8 % era partidario de la unión de Ucrania con Rusia mientras que a nivel nacional el apoyo era de un 12,5 %.
Las provincias orientales son un importante bastión para los partidos políticos prorrusos donde obtienen la mayoría de votos.

## Economía
Casi un tercio de la población reside en las provincias orientales debido a ser una de las partes del país más industrializadas, incluido Donetsk, provincia rica en la minería y carbón. Las principales ciudades son Járkov, Dnipró, Donetsk, Zaporiyia, Lugansk, Mariúpol, Krivói Rog y Makéyevka.

## Turismo

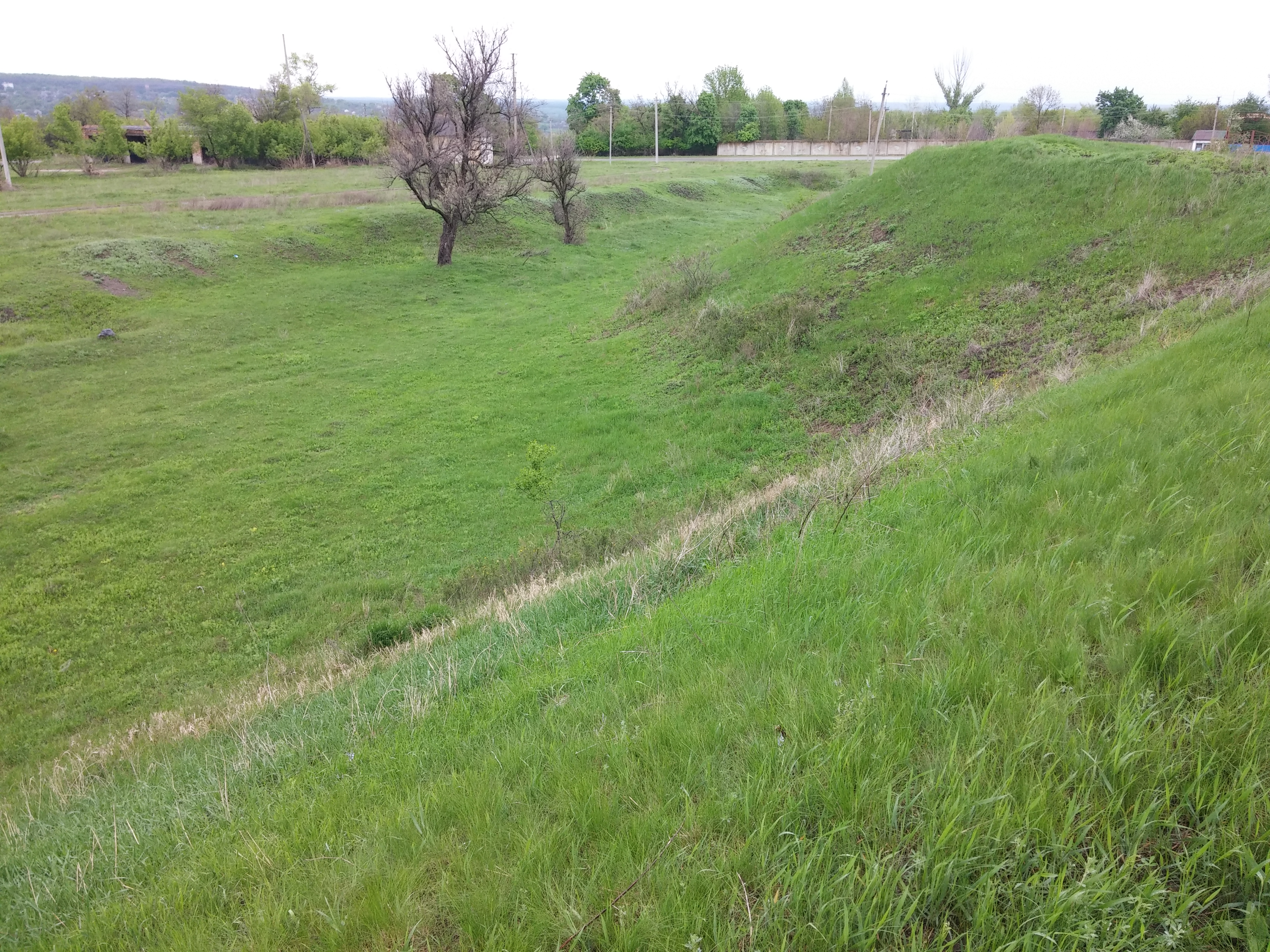
Fortaleza de San Pedro

- Además de los famosos monumentos de Járkov, principalmente las catedrales ortodoxas ucranianas, la Óblast de Járkov también alberga los restos de varias fortalezas ucranianas construidas en la primera mitad del siglo XVIII para proteger estas tierras de las Razias tártaras en Europa Oriental. La más famosa de estas fortificaciones es la Fortaleza de San Pedro, ubicada en el pueblo de Petrivske, distrito de Izium.[20]